# 活塞七发动机
活塞七（HS-7）是由中国哈尔滨东安发动机集团生产的一款气冷星形14缸活塞航空发动机。该发动机实际上是什韦佐夫发动机设计局АШ-82В发动机的仿制品，ASh-82则是莱特飓风R-1820发动机的许可制造版本。德国Fw 190战斗机21世纪现代仿制品选用了此款发动机。
装备直-5直升机使用。1958年开始试制，1959年通过试车考核。后因质量问题于1961年从新试制，1963年优质过关。到1980年停产累计制造1500台。